# Dolichopus ruthei
Dolichopus ruthei är en tvåvingeart som beskrevs av Friedrich Hermann Loew 1847. Dolichopus ruthei ingår i släktet Dolichopus och familjen styltflugor. Enligt den finländska rödlistan är arten nationellt utdöd i Finland. Arten är reproducerande i Sverige. Artens livsmiljö är tallbevuxna rikkärr. Inga underarter finns listade i Catalogue of Life.